# Uniwersytet w Toronto
Uniwersytet w Toronto, University of Toronto – główny uniwersytet w Toronto, największy w Kanadzie. Ma ponad 80 tysięcy studentów, rozlokowanych na trzech kampusach: głównym, w centrum Toronto, i dwóch satelitarnych, na przedmieściach Toronto (w Scarborough i Mississauga).

## Historia i struktura

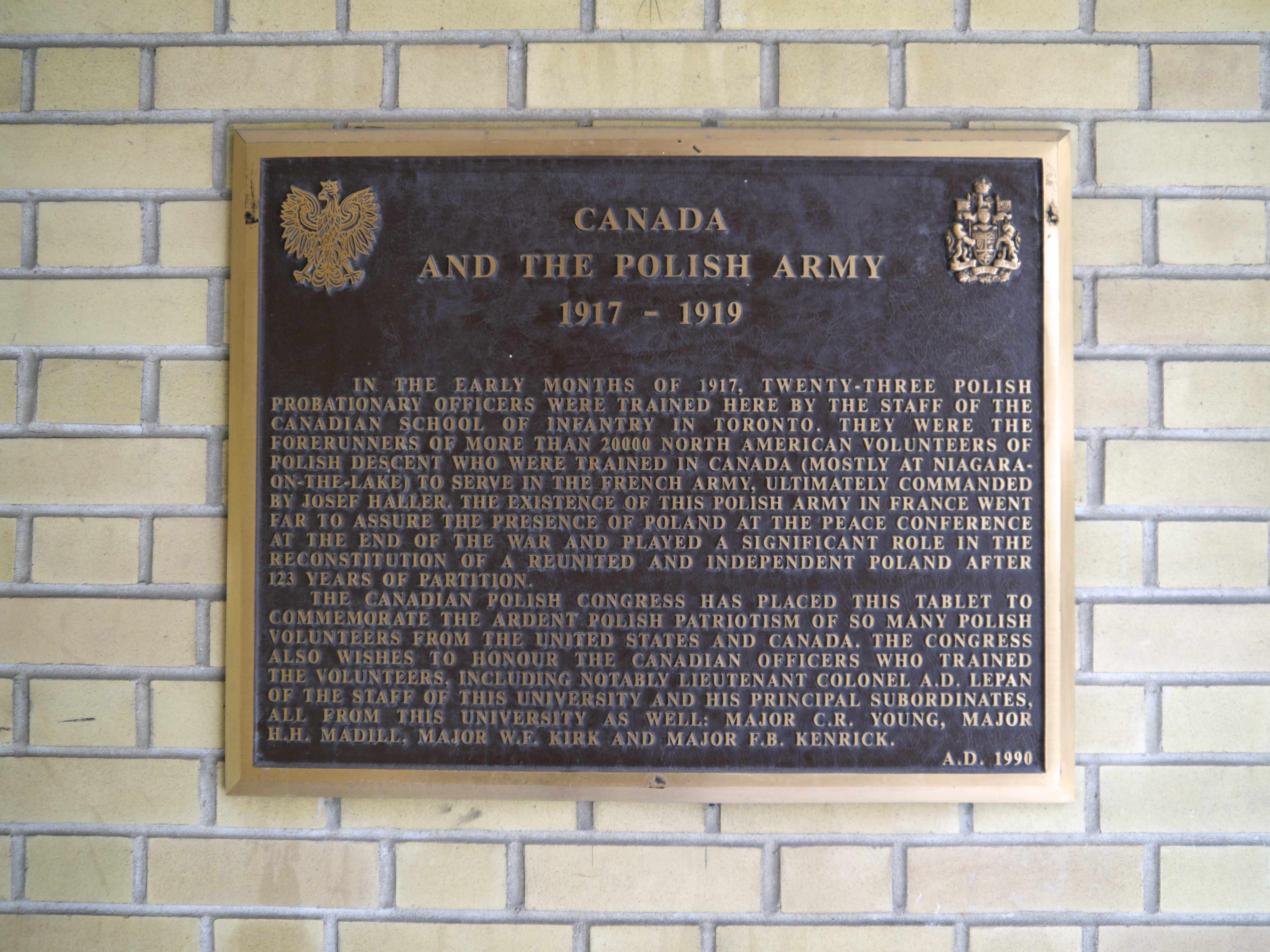
Tablica upamiętniająca szkolenie polskich oficerów w 1917

Uniwersytet ma długą i skomplikowaną historię, co odzwierciedla jego złożona struktura organizacyjna. Jego zalążkiem był King’s College ustanowiony przez dekret królewski w 1827, z początku kontrolowany przez kościół anglikański. Ta religijna kontrola nie była popularna, więc 1 stycznia 1850 przekształcono go w instytucję świecką i nadano nazwę University of Toronto. W odpowiedzi anglikanie utworzyli w 1851 nowy anglikański Trinity College. 
W latach 50. XIX wieku dogłębnie zmieniono organizację uniwersytetu, tworząc między innymi University College jako wydział bezpośrednio odpowiedzialny za kształcenie studentów. Przez następne lata kilka innych, działających w pobliżu, koledżów skonfederowało się z University of Toronto, między innymi: Victoria College (pod patronatem metodystów), St Michael’s College (rzymskokatolicki, prowadzony przez bazylianów) i Trinity College. Dziś te trzy instytucje są formalnie uznawane za uniwersytety, co znajduje odzwierciedlenie w ich nazwach. W latach późniejszych dodano jeszcze kilka koledżów od początku świeckich (New College, Innis College, Woodsworth College). 
Wiele tych instytucji, mimo że są częścią uniwersytetu, zachowało pewien zakres autonomii i do dziś mają prawo wydawać dyplomy w niektórych dziedzinach (głównie teologii). Wiele z nich ma na terenie uniwersytetu odrębną „dzielnicę”, z własnymi salami wykładowymi, bibliotekami i akademikami (także z obiektami sakralnymi, jeżeli dany koledż nie jest świecki). Każdy student uniwersytetu musi formalnie należeć do jednego z tych siedmiu koledżów. System ten ma pewne podobieństwa do przyjętych w Oksfordzie i Cambridge, jednak koledże University of Toronto nie mają aż takiego zakresu autonomii i dla większości studentów pełnią wyłącznie funkcje administracyjne, co najwyżej oferując kursy w kilku wyspecjalizowanych dziedzinach lub kursy pierwszego roku.
Równolegle z tym różnorodnym zbiorem koledżów uniwersytet dysponuje również standardowymi, ogólnouczelnianymi fakultetami. Jest również skonfederowany z dużą liczbą odrębnych instytutów i bibliotek.

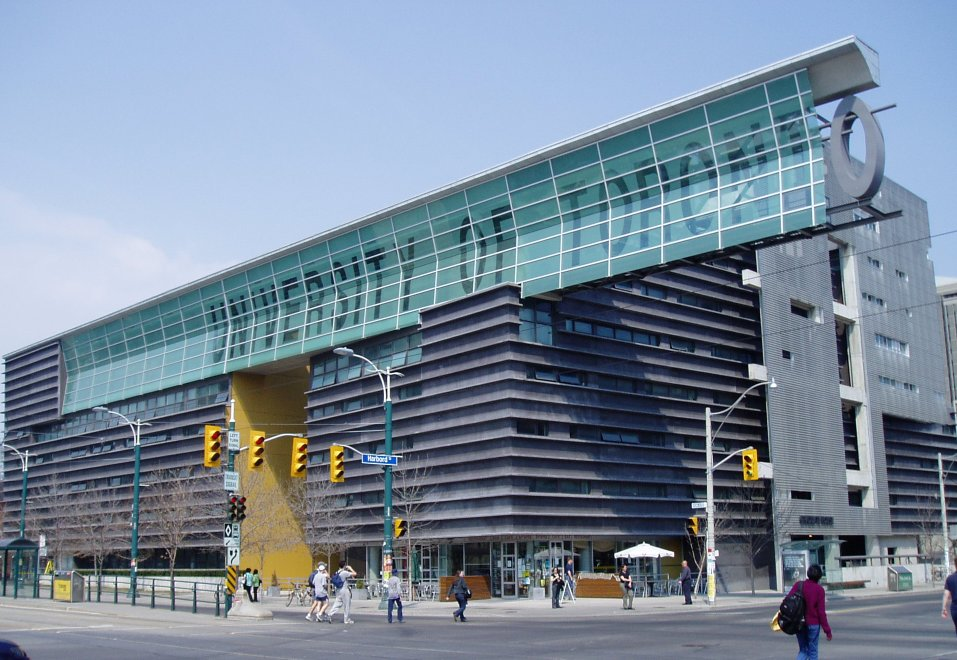
Graduate House – akademik dla studentów po licencjacie

## Pełna lista koledży i wydziałów

### Skonfederowane uniwersytety
- University of Trinity College(inne języki) (założony w 1851, skonfederowany od 1904)
- University of St. Michael's College(inne języki) (założony w 1852, współpracujący z Uniwersytetem w Toronto od 1881, pełna federacja od 1910)
- Victoria University (założony w 1836, skonfederowany od 1892)

### Koledże
- University College (założony w 1853)
- New College (założony w 1962)
- Innis College(inne języki) (założony w 1964)
- Woodsworth College(inne języki) (założony w 1974)

### Fakultety
- Faculty of Applied Science and Engineering(inne języki)
- Faculty of Architecture, Landscape and Design
- Faculty of Arts and Science
- School of Continuing Studies
- Faculty of Dentistry
- Ontario Institute for Studies in Education(inne języki)
- Faculty of Information
- Faculty of Kinesiology and Physical Education
- Faculty of Law(inne języki)
- Rotman School of Management(inne języki)
- Temerty Faculty of Medicine
- Faculty of Music
- Lawrence S. Bloomberg Faculty of Nursing
- Leslie Dan Faculty of Pharmacy
- Dala Lana School of Public Health
- Factor-Inwentash Faculty of Social Work

### Instytuty
- University of Toronto Institute for Aerospace Studies(inne języki)
- Massey College(inne języki)
- School of Graduate Studies

### Koledże i fakultety tworzące Toronto School of Theology

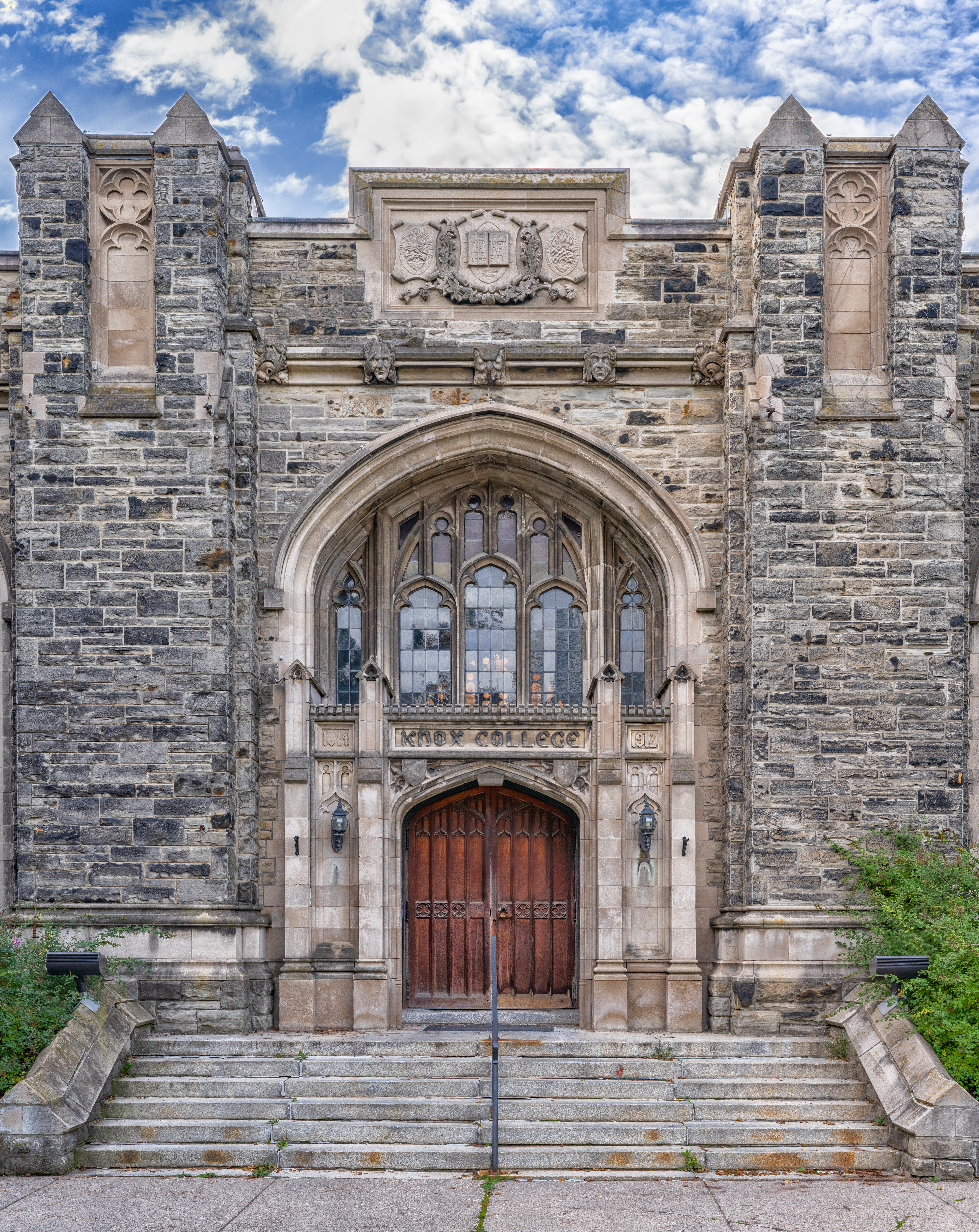
Knox College

- Emmanuel College (United Church of Canada)
- Wycliffe College (Low Anglican)
- Regis College (Jesuit)
- Knox College (Presbyterian Church in Canada)
- St. Michael's College Faculty of Theology(inne języki) (Basilian)
- Trinity College Faculty of Divinity (High Anglican)

### Inne jednostki uniwersytetu
- Robarts Library (biblioteka główna)(inne języki)
- University of Toronto Schools(inne języki)
- Pontifical Institute of Medieval Studies
- Toronto School of Theology(inne języki)
- Canadian Institute for Theoretical Astrophysics(inne języki)

## Osoby związane z uniwersytetem
- Margaret Atwood, pisarka
- Frederick Banting, odkrywca insuliny, laureat Nagrody Nobla
- Charles Best, odkrył insulinę
- Roberta Bondar, pierwsza kanadyjska astronautka
- Gerald Bull, inżynier, ekspert od artylerii dalekiego zasięgu
- Adrienne Clarkson, gubernator generalny Kanady
- Robertson Davies, pisarz
- John Kenneth Galbraith, ekonomista
- Frank Gehry, architekt
- Maciej Giertych, polski polityk, dendrolog (w Toronto uzyskał doktorat)
- Jonathan Goforth, misjonarz działający w Chinach
- Jeffrey Hamburger, amerykański historyk sztuki
- Michael Ignatieff, pisarz
- Leopold Infeld, fizyk
- Norman Jewison, reżyser
- William Lyon Mackenzie King, premier Kanady
- Stephen Leacock, pisarz
- Daniel Libeskind, architekt
- John Macleod, brał udział w odkryciu insuliny, laureat Nagrody Nobla
- Marshall McLuhan, teoretyk mediów
- Paul Martin, premier Kanady
- Vincent Massey, pierwszy urodzony w Kanadzie gubernator generalny
- Arthur Meighen, premier Kanady
- Rohinton Mistry, pisarz
- Michael Ondaatje, pisarz
- Lester Pearson, laureat Nagrody Nobla, premier Kanady
- John Polanyi, chemik, laureat Nagrody Nobla
- Bob Rae, premier Ontario
- Donald Sutherland, aktor
- Vaira Vīķe-Freiberga, prezydent Łotwy
- Jordan Peterson, psycholog kliniczny, pisarz

## Kampus uniwersytecki

Hart House

Główny kampus uniwersytetu zajmuje spory obszar samego centrum miasta, udostępniony jest do zwiedzania, dostępni są przewodnicy turystyczni. Sąsiaduje z Yorkville i Annex, budynkiem parlamentu Ontario, Royal Ontario Museum, Bata Shoe Museum i Chinatown.
Wiele budynków kampusu nawiązuje do stylu uczelni w Cambridge i Oksfordzie. Między Royal Ontario Museum a Royal Conservatory of Music znajduje się piesze przejście w małym parku, zwane Philosophers Walk (przejście filozofów), które prowadzi do interesujących architektonicznie budynków Trinity College i Wycliffe College.
W wielkiej sali Hart House w centrum kampusu często odbywają się koncerty, a obok wzniesiono Soldier’s Tower poświęconą poległym na wojnach studentom. Wieżę wybudowano w 1924. Przed nią stoi charakterystyczne małe obserwatorium, a na terenie przyległym nowoczesne rzeźby. Stąd można przedostać się pod wiaduktem do Queen’s Park przy parlamencie. University College i Knox College są jednymi z najbardziej interesujących pod względem architektonicznym i często wykorzystywano je w filmach.
Główne wejście na teren uniwersytecki znajduje się od strony College St. – przez King’s College Rd – jednak kampus ma charakter otwarty. Parę lat temu zmodyfikowano jedną z ulic przecinających tereny kampusu, St. George St., którą zwężono, by nie stanowiła arterii przelotowej, i postawiono betonowe klomby roślinne. Przy niej stoi biblioteka uniwersytecka, gdzie studenci mogą korzystać z internetu.